# 詮釋資料編碼與傳播標準
詮釋資料編碼與傳播標準（Metadata Encoding and Transmission Standard，METS）
鑑於許多數位圖書館中針對館藏物件詮釋資料編碼所設計的標準，一直都欠缺可以全面整合的架構，這個由美國國會圖書館所主導的數位圖書館聯盟(Digital Library Federation)所提出的METS計劃試圖去填補這個整合的角色，乃希望針對MOA2(Making of American II)之需,提出一個XML的文獻格式標準。
METS 架構是一個數位圖書館典藏物件的描述、行政以及結構的詮釋資料編碼標準，使用W3C的XML架構語言來表達。在METS文獻中主要包括四部分的資訊：描述性詮釋資料(descriptive metadata)、行政性詮釋資料(administrative metadata)、檔案群組(file group)、結構性地圖(structural map)，這個架構標準由國會圖書館中的網路發展和MARC標準辦公室(Network Development and MARC Standard Office)所維護，並逐漸發展成數位圖書館聯盟的初始標準。